# 1743 w literaturze
Wydarzenia literackie w 1743 roku.

## Nowe książki
- polskie
  - Stanisław Leszczyński – Głos wolny wolność ubezpieczający

- zagraniczne
  - Henry Fielding – The Life of Jonathan Wild the Great

## Urodzili się
- 25 stycznia – Friedrich Heinrich Jacobi, niemiecki filozof i pisarz (zm. 1819)